# Sicariidae
Sicariidae (Keyserling, 1880) è una famiglia di ragni appartenente all'infraordine Araneomorphae.

## Etimologia
Il nome deriva dal latino sicarium cioè sicario, assassino, probabilmente per la tossicità del veleno che inocula, e il suffisso -idae, che designa l'appartenenza a una famiglia.

## Caratteristiche
Come per la maggior parte dei ragni Haplogynae, hanno solo sei occhi distribuiti in tre gruppi di due; il colore è marrone, tendente al mimetico ove possibile e dal cefalotorace in genere di colore più scuro. Hanno diversi caratteri in comune con i ragni della famiglia Thomisidae; gli appartenenti al genere Sicarius sono molto longevi per questo tipo di animali: alcuni esemplari hanno superato i 15 anni di vita.

## Comportamento
Possono vivere per lunghi periodi di tempo senza cibo né acqua e tra i loro habitat quelli preferiti sono i deserti e le zone sub-desertiche. Buona parte delle specie accresce la sua facoltà di mimetizzarsi seppellendosi nella sabbia.

## Distribuzione
Il genere Loxosceles è diffuso a livello mondiale nelle aree più calde, mentre il genere Sicarius occupa principalmente l'America meridionale e l'Africa meridionale.

## Tossicità del veleno
Tutti e due i generi secernono un veleno necrotico, che distrugge i tessuti e ha come principio attivo l'enzima sfingomielinasi D, ritrovato in ambito animale solo in alcuni batteri patogeni. 

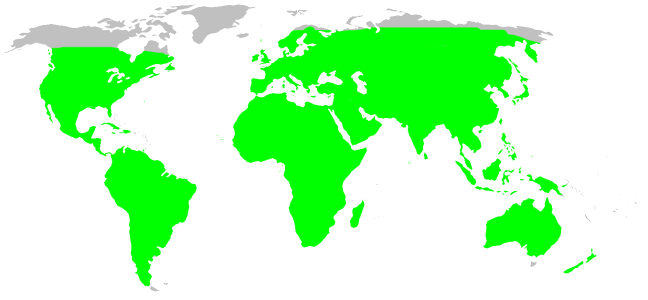
Sicariidae, distribuzione

Il veleno dei Sicariidae provoca delle lesioni grandi fino a 25 millimetri di diametro (la misura di una moneta di 50 centesimi di euro). Le ferite impiegano un tempo molto lungo per guarire e sovente richiedono innesti di pelle, senza tenere in conto che lesioni aperte di questo genere attirano una lunga serie di agenti patogeni che possono portare a notevoli complicanze. Di tutte queste specie, sembra che il solo veleno del Loxosceles laeta venga portato dal sangue anche negli organi interni e finisca per provocare danni anche in quelle sedi.

## Tassonomia
Attualmente, a novembre 2020, si compone di 3 generi e 169 specie:
- Hexophthalma Karsch, 1879[3] - Namibia, Sudafrica
- Loxosceles Heineken & Lowe, 1832 - cosmopolita
- Sicarius Walckenaer, 1847 - America meridionale, Africa, Isole Galapagos.